# De Hunze
De Hunze is een wijk in het noorden van de stad Groningen, gelegen tussen het Van Starkenborghkanaal en Beijum. De wijk is gebouwd in de periode 1989 tot 1995. Voor de bouw is het terrein uitgebreid onderzocht door stadarcheoloog Gert Kortekaas en Stichting Monument en Materiaal. Uit dit onderzoek bleek dat in de veertiende eeuw aan waar nu de De Klerkstraat ligt een steenhuis van een roofridder had gestaan.
De naam van de wijk verwijst naar de gelijknamige rivier die door dit gebied zijn oorspronkelijke loop had. Een overblijfsel van de stroom is nog te vinden aan de rand van de wijk. Daar ligt een afwateringssloot die de scheiding tussen de wijken De Hunze en Van Starkenborgh vormt. Deze sloot is ook wel bekend als Selwerderdiepje.
Bij de bouw is getracht een bijzondere wijk te bouwen. Om dat te benadrukken zijn de straten in deze wijk vernoemd naar bekende architecten. In totaal zijn er 28 straten. De architectuur kenmerkt zich door de platte daken en de heldere baksteenkleuren, die zijn gebruikt. De wijk is door zijn autoluwheid bijzonder in trek bij jonge gezinnen. Eind jaren negentig had de wijk de grootste kinderdichtheid van de stad Groningen.
De Hunze is een typische nieuwbouwwijk uit het eind van de twintigste eeuw. In de opzet is ervoor gekozen om weinig tot geen voorzieningen in de wijk aan te brengen om de oudere winkelcentra in Beijum en Korrewegbuurt te stimuleren.
Bijzondere attracties in en om de wijk zijn de Gerrit Krolbrug en de kunstzinnige wegblokkade van de Ulgersmaweg. De speeltoestellen op het middenterrein en de architectuurbungalows aan de Rietveldlaan. Groenvoorzieningen treft men aan aan de randen van de wijk: het wijkpark, bosschages aan de ringweg en de Hunzedijk. Sinds 2004 beschikt de wijk over een eigen buurthuis, De Hunzeborgh.
De bevolking van de wijk is voornamelijk autochtoon. Het gemiddelde inkomen ligt bovenmodaal. Kenmerkend zijn de vele kleine eenmansbedrijfjes aan huis.
In de jaren 2000 tot 2003 werden ook het sportveldencomplex ten zuiden van de wijk ingericht voor bebouwing. Dit gedeelte vormt een kleine wijk met de naam Van Starkenborgh. De straten in de wijk Van Starkenborgh zijn genoemd naar voetballers.